# Klebér Saarenpää
John Klebér Saarenpää (Uppsala, 14 dicembre 1975) è un allenatore di calcio ed ex calciatore svedese, di ruolo difensore, tecnico dell'Helsingborg.

## Carriera

### Club
Nativo di Uppsala, ha iniziato a giocare in alcune formazioni giovanili locali.
Ha esordito in seconda serie con il Sirius, altro club di Uppsala, poi giocato le prime partite in Allsvenskan tra il 1995 e il 1996 con la maglia del Djurgården. Successivamente ha militato per quattro anni nell'IFK Norrköping, prima di emigrare nel campionato danese all'Aalborg. Dopo un breve ritorno al Sirius, è tornato a calcare i campi della massima serie con un'altra squadra di Stoccolma, l'Hammarby. Farà un'altra parentesi in Danimarca, questa volta al Vejle (indossando anche la fascia di capitano), per poi tornare all'Hammarby per le ultime partite prima del ritiro dall'attività agonistica.

### Allenatore
Il suo ultimo club da giocatore, l'Hammarby, è stato anche il primo da tecnico, pur allenando le formazioni giovanili. Nel 2011 è stato capo allenatore dell'Hammarby Talang FF, squadra di sviluppo dell'Hammarby militante nelle serie minori con l'ottica di formare giocatori per la prima squadra.
Nel 2012 viene nominato formalmente capo allenatore del Syrianska in Allsvenskan, visto che il tecnico Özcan Melkemichel era sprovvisto di patentino e non poteva svolgere pienamente le sue funzioni. Con le dimissioni di Melkemichel, Saarenpää è diventato capo allenatore a tutti gli effetti in tandem con Ivan Ristic, chiudendo all'ultimo posto in classifica una stagione già compromessa in precedenza.
Nel 2014 diventa vice allenatore del Vejle nella seconda serie danese, ma a ottobre dello stesso anno diventa capo allenatore dopo le dimissioni di Tonny Hermansen. Saarenpää è stato esonerato il 23 aprile 2016, complici i due posizionamenti in classifica fuori dalla zona promozione.
Il 31 luglio 2016 è stato ufficializzato il suo ritorno alla guida del Syrianska. In ordine di tempo, Saarenpää è stato il quarto allenatore dei giallorossi in quella stagione, con la squadra relegata all'ultimo posto del campionato di Superettan 2016 al momento del suo arrivo, ma alla fine è riuscito a raggiungere la salvezza agli spareggi. Nel febbraio 2017 è tornato all'Hammarby in qualità di allenatore della squadra Under-19.
A partire dalla stagione 2018 ha assunto la guida tecnica della prima squadra del Brage, formazione neopromossa dalla terza alla seconda serie nazionale. La sua permanenza sulla panchina del club è durata sei anni, durante i quali si è sempre piazzato nella prima metà della classifica, ad eccezione della Superettan 2021 quando è arrivato decimo. Il suo miglior risultato al Brage è stato quello della Superettan 2019, quando ha portato i biancoverdi a chiudere al terzo posto a un punto dalla promozione diretta, perdendo poi gli spareggi contro il Kalmar per salire in Allsvenskan.
In vista dell'annata 2024 è stato ingaggiato per due anni come allenatore dell'Helsingborg, altra squadra del torneo di Superettan.